# Astrid Proll
Astrid Proll (Kassel, 29 de maig de 1947) és una periodista, fotògrafa i activista política alemanya, militant de la primera generació de la Fracció de l'Exèrcit Roig.

## Trajectòria a la RAF
Astrid Proll és la germana petita de Thorwald Proll i va conèixer Andreas Baader i Gudrun Ensslin a través d'ell. No obstant això, el germà es va distanciar dels seus companys abans que es fundés el grup armat, quan es trobaven exiliats a París després del incendis a dos magatzems de Frankfurt del Main, el 2 d'abril de 1968, com a forma de protesta contra la guerra del Vietnam. Es creu que Astrid es va unir amb el grup fundador de la RAF no només pels ideals d'extrema esquerra, sinó atreta també per l'excitant idea de pertànyer a la resistència clandestina. D'aquesta forma, es va embolicar en assalts a bancs i era una experta en el robatori de vehicles. Va ser la xofer quan Andreas Baader va escapar-se de la custòdia policial amb l'ajuda de Gudrun Ensslin, Ulrike Meinhof, Ingrid Schubert, Irene Goergens i Peter Homann, el 14 de maig de 1970, acció amb la qual s'estima es va iniciar a la Fracció de l'Exèrcit Roig.
Un cop Hans Jurgen Backer va ser vist com a sospitós de trair la RAF, ocasionant l'arrest de membres claus de l'organització com Ingrid Schubert, Irene Goergens, Horst Mahler, Brigitte Asdonk i Monica Berberich a l'octubre de 1970, Proll va intentar assassinar-lo disparant-li des d'un acte en marxa, però va fallar.
Proll, al costat de Manfred Grashof, van ser detinguts per la policia el 10 de febrer de 1971, però van aconseguir escapar-se. Tot i això, a Hamburg el 6 de maig del mateix any, Proll va ser finalment arrestada després d'un intent de fer explotar una estació de servei tan bon punt l'encarregat de l'estació la reconegués pels cartells d'arrest i alertés la policia. Ella es va intentar escapar, però la van envoltar policies armats i la van arrestar. Un cop detinguda, la van acusar per l'enfrontament amb els policies de febrer, com un intent d'homicidi, càrrec que ella va rebutjar, ja que mai no havia disparat. Va estar detinguda un temps però la van alliberar posteriorment per raons de salut. El fet d'haver estat en aïllament total a la presó li va causar deterioració de la salut i la van portar a un sanatori.

## Escapada
Mentre va ser al sanatori, Proll va aconseguir escapar-ne i tornar a la clandestinitat. Inicialment, una xarxa de simpatitzants i recursos la van ajudar a sortir cap a Itàlia, però ella sentia que la situació la sufocava. Després d'uns mesos, es va aconseguir establir a Londres i es va casar amb Robin Puttick, cosa que li va permetre obtenir nous documents d'identitat com a "Anna Puttick". Amb aquesta identitat va tenir una varietat de feines, com a jardinera en comunitats juvenils, en una fàbrica de joguines i finalment, després de rebre classes de soldadura, en un taller de mecànica de vehicles. Durant aquest temps, va tractar de mantenir un baix perfil i va intentar defugir el passat.
No obstant això, el 15 de setembre de 1978, mentre era al taller de West Hampstead, Proll va ser descoberta i arrestada per la policia britànica. La van detenir i va lluitar contra l'extradició fins que ella mateixa va decidir voluntàriament tornar a la República Federal d'Alemanya en 1979 per defensar el seu cas.

## Retorn a Alemanya
De tornada a Alemanya, el càrrec d'intent d'assassinat de Proll contra els policies va ser retirat gràcies a un acord si prestava declaració sobre algunes activitats privades de la Fracció de l'Exèrcit Roig, però encara tenia una sentència de cinc anys i mig pel robatori de bancs i falsificació de documents; no obstant això, ella ja havia estat detinguda almenys dos terços de la pena en presons angleses i alemanyes i es va considerar temps servit. Posteriorment no es va unir novament a la banda Baader-Meinhof.
Proll va participar en moltes entrevistes sobre la seva època a la banda Baader-Meinhof i va publicar una llibre amb fotografies d'aquesta època titulat Pictures on the Run (Fotos en fugida). El 1999, va treballar com a editora de fotografies a Gran Bretanya.
Durant un programa de ràdio en viu, quan se li va preguntar si estava "terriblement avergonyida" d'haver estat associada amb la RAF, Proll va dir que no ho estava, però que desaprovava l'increment d'actes violents de l'organització.

## Curiositats
Una banda de rock experimental a Puerto Rico porta per nom Astrid Proll en honor a ella.